# Giordano Cottur
Giordano Cottur (Trieste, 24 de mayo de 1914 - Trieste, 8 de marzo de 2006) fue un ciclista italiano. Sus éxitos más importantes los consiguió al Giro de Italia, donde acabó tres veces tercero de la general y ganó 5 etapas. 

## Palmarés
| 1938 - 1 etapa en el Giro de Italia 1939 - Giro dell'Umbria - 1 etapa en el Giro de Italia 1940 - 3.º en el Giro de Italia 1946 - 1 etapa en el Giro de Italia | 1947 - 1 etapa en el Giro de Italia 1948 - 3.º en el Giro de Italia, más 1 etapa 1949 - 3.º en el Giro de Italia |

## Resultados en Grandes Vueltas y Campeonatos del Mundo
| Carrera         | 1938 | 1939 | 1940 | 1941 | 1942 | 1943 | 1944 | 1945 | 1946 | 1947 | 1948 | 1949 |
| --------------- | ---- | ---- | ---- | ---- | ---- | ---- | ---- | ---- | ---- | ---- | ---- | ---- |
| Giro de Italia  | 33.º | 7º   | 3º   | X    | X    | X    | X    | X    | 8º   | Ab.  | 3º   | 3º   |
| Tour de Francia | 25.º | -    | X    | X    | X    | X    | X    | X    | X    | 8º   | Ab.  | -    |
| Vuelta a España | X    | X    | X    | -    | -    | X    | X    | -    | -    | -    | -    | X    |
| Mundial en Ruta | -    | X    | X    | X    | X    | X    | X    | X    | -    | -    | -    | -    |

-: No participa

Ab.: Abandono

X: Ediciones no celebradas